# Parydra quinquemaculata
Parydra quinquemaculata är en tvåvingeart som beskrevs av Becker 1896. Parydra quinquemaculata ingår i släktet Parydra och familjen vattenflugor. Inga underarter finns listade i Catalogue of Life.